# Aplocheilus kirchmayeri
Aplocheilus kirchmayeri är en fiskart som beskrevs av Berkenkamp och Etzel, 1986. Aplocheilus kirchmayeri ingår i släktet Aplocheilus och familjen Aplocheilidae. Inga underarter finns listade i Catalogue of Life.

## Bildgalleri

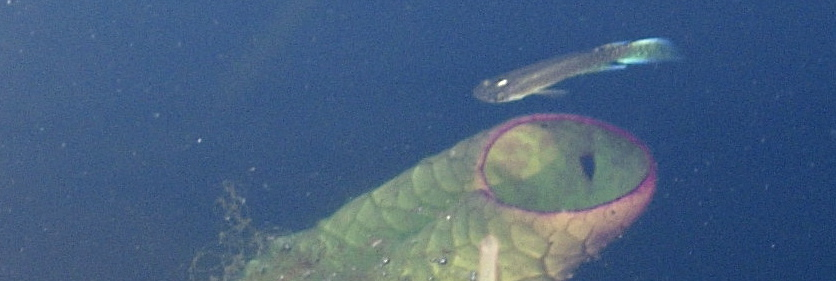